# هاکسی
هاکسی (به انگلیسی: Hoxie) شهری در ایالت کانزاس کشور ایالات متحده آمریکا است که جمعیت آن در سرشماری سال ۲۰۱۰ میلادی، ۱٬۲۰۱ نفر بوده‌است.